# Timothy Mason
Timothy Wright Mason (Birkenhead, 2 de febrero de 1940; Roma, 5 de marzo de 1990) fue un historiador marxista inglés. Fue uno de los fundadores del History Workshop Journal y se especializó en la historia social del Tercer Reich. Argumentó a favor de la "primacía de la política", considerando que el gobierno nazi era cada vez más independiente de la influencia de las clases dominantes económicas alemanas, y creía que la Segunda Guerra Mundial había sido desencadenada por una crisis económica dentro de Alemania.

## Primeros años de vida
Mason nació el 2 de febrero de 1940 en Birkenhead, Inglaterra, hijo de los maestros Walter Wright Mason e Isabel Anna (Smith) Mason. Fue educado en Birkenhead School y la Universidad de Oxford. Enseñó en Oxford entre 1971 y 1984 y se casó dos veces. Ayudó a fundar la revista de izquierda History Workshop Journal. Mason se especializó en la historia social del Tercer Reich, especialmente la de la clase trabajadora, y sus libros más famosos fueron su obra de 1975 Arbeiterklasse und Volksgemeinschaft (La clase trabajadora y la comunidad nacional), un estudio de la vida de la clase trabajadora bajo los nazis, y su libro de 1977, Sozialpolitik im Dritten Reich (Política social en el Tercer Reich). Algo inusual para un historiador británico, la mayoría de sus libros se publicaron originalmente en alemán.

## El papel de los historiadores
Mason consideraba que su papel era desarrollar una historia que fuera flexible, humana y analítica, escribió sobre el papel de los historiadores en 1986: «Si los historiadores tienen una responsabilidad pública, si odiar es parte de su método y advertir parte de su tarea, es necesario que odien precisamente». Los intereses de Mason como historiador marxista eran escribir una historia que no fuera determinista y revisar las opiniones sobre el fascismo.  Como parte de sus esfuerzos por desarrollar una imagen más amplia del Tercer Reich, Mason abordó temas como las mujeres en la Alemania nazi, una crítica de las visiones "intencionalistas" del Tercer Reich y las teorías del fascismo genérico como herramienta analítica.
En Social Policy in the Third Reich (Política social en el Tercer Reich), Mason, a diferencia de sus homólogos en Alemania del Este, no limitó su investigación principalmente a los movimientos de resistencia dentro de la clase trabajadora alemana, sino que buscó una imagen integral de la vida de la clase trabajadora y cómo era vista tanto por ella misma como por el régimen nazi.  Mason sostuvo que el liderazgo nazi estaba atormentado por los recuerdos de la Revolución de Noviembre de 1918 y por eso la dictadura estaba dispuesta a hacer no pocas concesiones materiales en forma de política social, su renuencia a imponer escaseces materiales y su vacilación para implementar una economía de guerra total.

## Primacía de la política
Además de sus estudios sobre la clase trabajadora de la Alemania nazi y la Italia fascista, Mason se destacó por su ruptura con las interpretaciones marxistas anteriores del fascismo que veían a los regímenes fascistas como sirvientes de los intereses capitalistas. Mason, en cambio, defendía la "primacía de la política", con lo que quería decir que, si bien pensaba que los regímenes fascistas seguían siendo regímenes capitalistas, conservaban "autonomía" en la esfera política y no estaban dictados por los intereses capitalistas.  En un ensayo de 1966, Mason escribió que «tanto la política interior como la exterior del gobierno nacionalsocialista se volvieron, a partir de 1936, cada vez más independientes de la influencia de las clases dominantes económicas, e incluso en algunos aspectos esenciales eran contrarias a sus intereses colectivos» y que «se hizo posible que el Estado nacionalsocialista asumiera un papel completamente independiente, que la «primacía de la política» se afirmara». 
Mason investigó diversos aspectos para apoyar su tesis:
- Después de la crisis económica de 1936, los industriales alemanes fueron cada vez más excluidos del proceso de toma de decisiones.[5]
- Después de 1936, con la llegada del primer Plan Cuatrienal, el Estado pasó a desempeñar un papel dominante en la economía alemana a través de empresas estatales y la realización de pedidos más grandes.[5]
- La expansión de la producción de armamentos, apoyada por un Estado muy intervencionista, llevó a la decadencia de las empresas capitalistas no relacionadas con el armamento.[5]
- El declive de la eficacia de los lobbys económicos en el Tercer Reich.[5]
- Aunque todos los grandes industriales alemanes pidieron una reducción del nivel de vida de la clase trabajadora desde 1933 en adelante, el régimen nazi siempre ignoró tales llamados hasta 1942 y buscó en cambio elevarlo.[5]

El enfoque de Mason sobre la "primacía de la política" difería del enfoque marxista tradicional sobre la "primacía de la economía" y lo involucró en la década de 1960 en un vigoroso debate con los historiadores de Alemania del Este Eberhard Czichon, Dietrich Eichholtz y Kurt Gossweiler. Los dos últimos historiadores escribieron que si Mason estaba en lo cierto, equivaldría a "una refutación completa del análisis social marxista". Al abordar el tema desde un ángulo diferente al de historiadores conservadores como Henry Ashby Turner y Karl Dietrich Bracher, la tesis de la "primacía de la política" de Mason llegó a la misma conclusión sobre la Alemania nazi: las grandes empresas servían al Estado, y no al revés.

## Teoría de la "huida a la guerra" ("flight into war")
Los argumentos más resaltables de Mason fueron:
- La clase obrera alemana siempre se opuso a la dictadura nazi.
- En la sobrecalentada economía alemana de finales de la década de 1930, los trabajadores alemanes podían obligar a los empleadores a concederles salarios más altos yéndose a otra empresa que les otorgaría los aumentos salariales deseados.
- Fue una forma de resistencia política que obligó a Adolf Hitler a ir a la guerra en 1939.[1]

Así, el estallido de la Segunda Guerra Mundial habría sido causado por problemas económicos estructurales, una "huida a la guerra" que había sido impuesta por una crisis interna.  Los aspectos clave de la crisis fueron, según Mason, una recuperación económica inestable amenazada por un programa de rearme que estaba abrumando la economía; la fanfarronería nacionalista del régimen nazi limitaba sus opciones. De esa manera, Mason articuló una visión de Primat der Innenpolitik (primacía de la política interna) de los orígenes de la guerra a través del concepto de socialimperialismo. La tesis de Mason contrastaba marcadamente con la Primat der Außenpolitik (primacía de la política exterior) con la que los historiadores solían explicar la guerra. Mason creía que la política exterior alemana estaba impulsada por consideraciones políticas internas y que el inicio de la guerra en 1939 se entendía mejor como una "variante bárbara del socialimperialismo".
Mason argumentó que «la Alemania nazi siempre estuvo empeñada en algún momento en una gran guerra de expansión»,  argumentó, sin embargo, que el momento de tal guerra fue determinado por presiones políticas internas, especialmente aquellas relacionadas con una economía en crisis, y no tenía nada que ver con lo que Hitler quería. Mason creía que entre 1936 y 1941, el estado de la economía alemana, no la «voluntad» o las «intenciones» de Hitler, era la causa más importante de la política exterior alemana. Mason sostuvo que los líderes nazis estaban profundamente preocupados por la revolución alemana de 1918 y por eso se oponían firmemente a cualquier caída en los niveles de vida de la clase trabajadora, ya que temían provocar una repetición de esa revolución. Mason consideró que, para 1939, el "sobrecalentamiento" de la economía alemana, causado por el rearme; el fracaso de varios planes de rearme debido a la escasez de trabajadores cualificados; el malestar industrial causado por el colapso de las políticas sociales alemanas y la fuerte caída del nivel de vida de la clase trabajadora alemana obligaron a Hitler a ir a la guerra en un momento y lugar que no había elegido.
Mason sostuvo que, cuando se enfrentaron a la profunda crisis socioeconómica, los líderes nazis habían decidido embarcarse en una despiadada política exterior de "aplastar y apoderarse" de territorio en Europa del Este que pudiera ser saqueado sin piedad para sostener el nivel de vida en Alemania. Mason describió la política exterior alemana como impulsada por un síndrome oportunista de "próxima víctima" después del Anschluss en el que la "promiscuidad de las intenciones agresivas" era alimentada por cada movimiento exitoso de política exterior.
En opinión de Mason, la decisión de firmar el pacto Molotov-Ribbentrop con la Unión Soviética y atacar a Polonia y correr el riesgo de una guerra con el Reino Unido y Francia fueron el abandono por parte de Hitler de su programa de política exterior, que había sido esbozado en Mein Kampf, y le fue impuesto por su necesidad de detener el colapso de la economía alemana mediante la confiscación de territorio en el extranjero para saquearlo.
La teoría de Mason sobre una "huida a la guerra" impuesta a Hitler generó mucha controversia y en la década de 1980 llevó a cabo una serie de debates con el historiador económico Richard Overy sobre el tema. Overy sostuvo que la decisión de atacar Polonia no fue causada por problemas económicos estructurales sino el resultado de que Hitler quería una guerra localizada en ese momento particular. Para Overy, un problema importante con la tesis Mason era que se basaba en el supuesto de que, aunque no constaba en los registros, esa información había sido transmitida a Hitler acerca de los problemas económicos de Alemania. Overy sostuvo que había una diferencia importante entre las presiones económicas generadas por los problemas del Plan Cuatrienal y los motivos económicos para apoderarse de las materias primas, la industria y las reservas extranjeras de los estados vecinos como forma de acelerar dicho plan. Overy afirmó que Mason también minimizó la capacidad represiva del Estado alemán como forma de lidiar con la infelicidad interna. Por último, Overy argumentó que había evidencia considerable de que el Estado sentía que podía dominar los problemas económicos del rearme. Como dijo un funcionario en enero de 1940: «Hemos superado ya tantas dificultades en el pasado que, también aquí, si alguna materia prima llegara a escasear, siempre se encontrarán medios para salir del apuro».

## Escuelas históricas intencionalistas vs. funcionalistas
En un ensayo de 1981 "Intención y explicación: una controversia actual sobre la interpretación del nacionalsocialismo" del libro El "Estado del Führer": mito y realidad, Mason acuñó los términos intencionalista y funcionalista para caracterizar a las escuelas históricas respecto a la Alemania nazi, y criticó a Klaus Hildebrand y Karl Dietrich Bracher por centrarse demasiado en Hitler como explicación del Holocausto. Mason escribió:
En sus ensayos recientes, Karl Dietrich Bracher y Klaus Hildebrand se ocupan en gran medida de las acciones intencionales de Hitler, que, según creen, fueron consecuencia, en cierto grado de necesidad, de sus ideas políticas. Se plantean la pregunta: ¿por qué el Tercer Reich lanzó una guerra asesina de genocidio y destrucción de vidas humanas a una escala sin precedentes hasta entonces? Al final llegan a la conclusión de que los líderes del Tercer Reich, sobre todo Hitler, hicieron esto porque quisieron hacerlo. Esto se puede demostrar estudiando las primeras manifestaciones de su cosmovisión, que son totalmente compatibles con las peores atrocidades que realmente ocurrieron en los años 1938-1945. El objetivo del Tercer Reich era la guerra genocida y, en definitiva, eso era lo que pretendía el nacionalsocialismo. De aquí parece desprenderse que el régimen es “único”, “totalitario”, “revolucionario”, “utópico”, consagrado a un principio absolutamente novedoso para el orden público: el racismo científico. Los dirigentes, en particular Hitler, querían manifiestamente todo esto, y por eso, como sugirió recientemente Hildebrand, es erróneo hablar de nacionalsocialismo; deberíamos hablar de hitlerismo.
Mason escribió que parte de la explicación del nacionalsocialismo requería una mirada más amplia del período, en lugar de centrarse enteramente en Hitler. Consideró que, como parte de la investigación del panorama más amplio, los historiadores deberían examinar la situación económica de Alemania a fines de la década de 1930:
Al anticipar y explicar la guerra de expansión de fines de la década de 1930, el poder explicativo de presiones que en su origen eran económicas resultó evidente para muchos actores y observadores. De modo que el argumento de que la dinámica decisiva hacia la expansión fue económica no depende en primera instancia de la imposición de categorías analíticas ajenas a un cuerpo recalcitrante de evidencia, ni en primera instancia de la construcción teórica de conexiones entre "la economía" y "la política". Durante los años 1938-39, una gran variedad de fuentes de distintos tipos analizan de forma explícita y extensa la creciente crisis económica en Alemania, y muchos de los autores de estos memorandos, libros y artículos pudieron ver entonces la necesidad de especular sobre la relación entre esta crisis y la probabilidad de una guerra. La opinión de que se trataba de un problema importante era común a muchos altos dirigentes militares y políticos de Alemania, a altos funcionarios de Gran Bretaña, a algunos industriales y funcionarios alemanes, a exiliados alemanes y miembros de la resistencia conservadora, y a banqueros y académicos no alemanes.

## Crítica de Ernst Nolte sobre el Holocausto
Mason fue un destacado defensor de los estudios comparativos sobre el fascismo y, en la década de 1980, criticó duramente al filósofo alemán Ernst Nolte por comparar al Holocausto con acontecimientos que Mason consideraba totalmente ajenos a la Alemania nazi, como el genocidio armenio y el genocidio de los Jemeres Rojos. Por el contrario, Mason sostuvo que había mucho que aprender al comparar la Alemania nazi y la Italia fascista para producir una teoría del fascismo genérico. En su opinión, el nazismo era sólo una parte de un fenómeno fascista más amplio:
Si podemos prescindir de gran parte del contenido original del concepto de "fascismo", no podemos prescindir de la comparación. La “historicización” puede convertirse fácilmente en una receta para el provincianismo. Y los absolutos morales de Habermas, por impecables que sean política y didácticamente, también tienen una sombra de provincialismo, siempre que no reconozcan que el fascismo era un fenómeno continental y que el nazismo era una parte peculiar de algo mucho más grande. Pol Pot, la tortura de ratas y el destino de los armenios son temas ajenos a cualquier debate serio sobre el nazismo; la Italia de Mussolini no lo es.

## Denunciando al gobierno de Thatcher y abandonando Gran Bretaña
En 1985, Mason decidió que el gobierno de Margaret Thatcher era el presagio del fascismo, aconsejó a los líderes sindicales que comenzaran a hacer preparativos para pasar a la clandestinidad y se mudó a Italia. Después de luchar contra una depresión severa durante muchos años, murió por suicidio en Roma el 5 de marzo de 1990.

## Obras
- "Some Origins of the Second World War" pp. 67–87 de Past and Present, volumen 29, 1964.
- "Labour in the Third Reich" pp. 187–191 de Past and Present, volumen 33, 1966.
- "Nineteenth Century Cromwell" pp. 187–191 de Past and Present, volumen 49, 1968.
- "Primacy of Politics: Politics and Economics in National Socialist Germany" de The Nature of Fascism editado por Stuart J. Woolf, 1968.
- Arbeiterklasse und Volksgemeinschaft: Dokumente und Materialien zur deutschen Arbeiterpolitik, 1936–39, 1975.
- "Innere Krise und Angriffskrieg, 1938–1939" pp. 158–188 de Wirtschaft und Rüstung am Vorabend des Zweiten Weltkrieges editado por F. Forstermeier y H.E. Vokmannn, Düsseldorf, 1975.
- Sozialpolitik im Dritten Reich: Arbeiterklasse und Volksgemeinschaft, 1977.
- "Women in Germany, 1925–40: Family, Welfare, and Work" pp. 74–113 de History Workshop Journal, 1976 y pp. 5–32 de History Workshop Journal, Issue 2, 1976.
- "National Socialism and the German Working Class, 1925 – May 1933" pp. 49–93 de New German Critique volumen 11, 1977.
- "Worker's Opposition in Nazi Germany" pp. 120–137 de History Workshop Journal, 1981
- "Die Bändigung der Arbeiterklasse im nationalsozialistischen Deutschland", pp. 11-53 de Carola Sachse/Tilla Siegel/Hasso Spode/Wolfgang Spohn, Angst, Belohnung, Zucht und Ordnung. Herrschaftsmechanismen im Nationalsozialismus, Opladen 1982.
- "Injustice and Resistance: Barrington Moore and the Reaction of the German Workers to Nazism" de Ideas into Politics: Aspects of European History, 1880–1950 editado por R.J. Bullen, Hartmut Pogge von Strandmann y A.B. Polonsky, 1984.
- "Massenwiderstand ohne Organisation: Streiks im faschistischen Italien und NS-Deutschland" pp. 1997–212 de Gewerkschafliche Monatshefte, volumen 32, 1984.
- "Arbeiter ohne Gewerkschaften: Massenwiderstand im NS-Deutschland und im faschistischen Italien" pp. 28–35 de Journal für Geschichte, 1985.
- "History Workshop" pp. 175–1986 de Passato e Presente, volumen 8, 1985.
- "Il nazismo come professione" pp. 18–19 de Rinascita, volumen 18, 18 de mayo de 1985.
- "The Great Economic History Show" pp. 129–154 de History Workshop Journal, volumen 21, 1986.
- "Italy and Modernisation" pp. 127–147 de History Workshop Journal, volumen 25, 1988.
- "Gli scioperi di Torino del Marzo' 43" de L'Italia nella seconda guerra mondiale e nella resistenza, editado por Francesca Ferratini Tosi, Gatano Grasso, y Massimo Legnain, 1988.
- "Debate: Germany, `Domestic Crisis and War in 1939': Comment 2" pp. 205–221 de Past and Present, volumen 122, 1989 reprinted as “Debate: Germany, `domestic crisis’ and the War in 1939” de The Origins of The Second World War editado por Patrick Finney, Edward Arnold: Londres, 1997, ISBN 0-340-67640-X..
- "Whatever Happened to `Fascism'?" pp. 89–98 de Radical History Review, volumen 49, 1991.
- "The Domestic Dynamics of Nazi Conquests: A Response to Critics" de Re-evaluating the Third Reich editado por Thomas Childers y Jane Caplan, 1993.
- Nazism, Fascism, and the Working Class: Essays by Tim Mason, editado por Jane Caplan, 1995.